# Панфилов, Василий Дмитриевич
Василий Дмитриевич Панфилов (29.3.1915, деревня Починок, Владимирская губерния, Российская империя — 26.11.1945, Советская зона оккупации Германии) — командир эскадрильи 225-го ближнебомбардировочного авиационного полка, подполковник. Герой Советского Союза.

## Биография
Родился 29 марта 1915 года в деревне Починок ныне Кинешемского района Ивановской области в семье крестьянина. Русский. Окончил 4 класса начальной школы в деревне Велизанец, затем продолжил учёбу средней школе в Кинешме (ныне — Лицей имени Д. А. Фурманова). В 1931 году окончил 9 классов и в 1934 году — планово-экономический техникум. Работал плановиком-экономистом в Кинешемском райпотребсоюзе.
В Красной Армии с 1935 года. В 1937 году окончил Ворошиловградскую военную авиационную школу лётчиков. Участвовал в освободительном походе советских войск в Западную Украину и Западную Белоруссию в 1939 году. За активные боевые действия на Карельском перешейке в войне с Финляндией 1939—1940 годов лейтенант Панфилов награждён орденом Красного Знамени. С 1940 года служил командиром звена в 225-м скоростном бомбардировочном авиаполку. Член ВКП(б) с 1941 года.
На фронтах Великой Отечественной войны с июня 1941 года. Сражался в составе своего полка на Юго-Западном фронте. Вскоре стал командиром эскадрильи. В сложной обстановке приходилось совершать до 6 вылетов в сутки. В восемнадцатом вылете его СБ был подбит, а сам Панфилов ранен, но он привёл повреждённую машину на свой аэродром.
В июле переучился на новые самолёты Пе-2 и уже с августа 1941 года воевал на Волховском фронте, защищал подступы к Ленинграду. За полтора месяца его эскадрилья совершила 560 боевых вылетов, в воздушных боях сбила 6 самолётов противника. К декабрю 1941 года лейтенант Панфилов совершил 124 боевых вылета на бомбардировку живой силы и техники противника, его экипаж сбил 5 самолётов противника.
Указом Президиума Верховного Совета СССР от 17 декабря 1941 года за образцовое выполнение заданий командования и проявленные мужество и героизм в боях с немецко-фашистскими захватчиками лейтенанту Панфилову Василию Дмитриевичу присвоено звание Героя Советского Союза с вручением ордена Ленина и медали «Золотая Звезда».
В начале 1942 года 225-й бомбардировочный полк был переформирован в штурмовой, и лётчики быстро освоили штурмовики Ил-2. Осенью 1942 года Панфилов в составе своего полка сражался под Сталинградом. Затем были боевые вылеты на штурмовку врага в небе Курской битвы, Белоруссии. С 6 июня 1943 года гвардии майор Панфилов командовал 58-м гвардейским штурмовым Донским Краснознамённым авиаполком. Водил группы штурмовиков своего полка в боях за Варшаву, Познань. Войну закончил в Берлине.
Подполковник Панфилов В. Д. погиб в авиационной катастрофе 26 ноября 1945 года. Похоронен на Советском воинском кладбище на привокзальной площади города Виттшток, расположенном в 90 километрах северо-западнее столицы ФРГ города Берлина.
Награждён орденом Ленина, 4 орденами Красного Знамени, орденами Суворова 3-й степени, Александра Невского, Отечественной войны 1-й степени, Красной Звезды, медалями.
Его именем названа улица в городе Кинешме. У здания школы, в которой он учился, установлен бюст, а в 1974 году на могиле Героя установлен памятник. Его имя увековечено на мемориальной доске выпускникам кинешемского аэроклуба.